# Adorigo
Adorigo est une paroisse civile portugaise (en portugais : freguesia) de la municipalité de Tabuaço dans le district de Viseu.

## Géographie
Adorigo est située au sud du Douro, qui délimite la paroisse au nord.

## Démographie
Lors du recensement de 2021, Adorigo compte 301 habitants.